# Ludwig Ernst Hahn
Ludwig Ernst Hahn (Boroszló, 1820. szeptember 18. – Berlin, 1888. szeptember 30.) porosz politikus történetíró.

## Élete
Boroszlóban és Berlinben teológiát tanult. 1842-től 1848-ig nevelősködött Párizsban Humann pénzügyminiszter házánál és ott alkalma volt megismerkedni François Guizot, Victor Cousin, Victor de Broglie, Adolphe Thiers és más jeles férfiakkal. 1849-ben alkalmazást nyert Boroszlóban a tanügyi osztályban, azután a porosz kultuszminisztériumban. 1855-ben a belügyminisztériumba került, ahol a hivatalos Provinzialkorrespondenz szerkesztésével bízták meg. Állásától 1884-ben vált meg.

## Jelentősebb művei
- Das Unterrichtswesen in Frankreich (Boroszló 1848, 2 kötet)
- Geschichte des preussischen Vaterlandes (20. kiad., Berlin 1885)
- Leitfaden der vaterländischen geschichte (42. kiad. 1886)
- Friedrich der Grosse (uo. 1855, 2. kiad. 1865)
- Kurfürt Friedrich I von Brandenburg (uo. 1859)
- Zwei Jahre preussich-deutscher Politik (uo. 1867)
- Der Krieg Deutschlands gegen Frankreich (1871)
- Kaiser Wilhelms Gedenkbuch (5. kiad., uo. 1880)
- Das deutsche Theater und seine Zukunft, von einem Staatsbeamten (névtelenül uo. 1879, 2. kiad. 1880)
- Fürst Bismarck, sein politisches Leben und Wirken, eine vollständige, pragmatisch geordnete Sammlung der Reden, Depechen, wichtigen Staatsschriften und politischen Briefe des Fürsten (uo. 1878-1885, 4 kötet)
- Geschichte des Kulturkamps in Reussen (uo. 1881)
- Zwanzig Jahre, 1862-1881. Rückblicke auf Fürst Bismarks Wirksamkeit (uo. 1882)
- Das Heer und das Vaterland (uo. 1884)